# Uroš Zorman
Uroš Zorman, född 9 januari 1980 i Kranj, SFR Jugoslavien, är en slovensk handbollstränare och tidigare handbollsspelare (mittnia). Han har spelat 225 landskamper med 523 gjorda mål för Sloveniens landslag.
Zorman är sedan 2022 förbundskapten för Sloveniens herrlandslag. Han coachar också det slovenska laget RK Trimo Trebnje sedan 2020.

## Klubbar som spelare
- Slovan Ljubljana (–2000)
- RD Prule 67 (2000–2003)
- CB Ademar León (2003–2004)
- RK Celje (2004–2006)
- BM Ciudad Real (2006–2009)
- RK Celje (2009–2011)
- KS Kielce (2011–2018)

## Tränaruppdrag
- KS Kielce (assisterande, 2018–2020)
- Sloveniens herrlandslag (assisterande, 2019–2021)
- RK Trimo Trebnje (2020–)
- Sloveniens herrlandslag (2022–)